# 12095 Pinel
A 12095 Pinel (ideiglenes jelöléssel 1998 HE102) a Naprendszer kisbolygóövében található aszteroida. Eric Walter Elst fedezte fel 1998. április 25-én.
Nevét Philippe Pinel (1745 – 1826) francia orvos, pszichiáter után kapta.